# ピーター島 (アリューシャン列島)
ピーター島（ピーターとう、英語: Peter Island）とは、アリューシャン列島フォックス諸島を構成する一つの島である。

## 地理
ウナラスカ島にあるアンダーソン湾に位置している無人島で長さ1km、標高72mである。